# Dornier Do 19
Dornier Do 19 là một loại máy bay ném bom hạng nặng của Đức quốc xã trong thập niên 1930. Do 19 bay lần đầu vào năm 1936. Chỉ có một mẫu thử được chế tạo, sau đó hoán cải thành máy bay vận tải quân sự vào năm 1938.

## Tính năng kỹ chiến thuật (Do 19 V2)
Đặc điểm tổng quát
- Kíp lái: 10
- Chiều dài: 25,4 m (83 ft 6 in)
- Sải cánh: 35 m (114 ft 10 in)
- Chiều cao: 5,77 m (19 ft)
- Diện tích cánh: 162 m² (1.744 ft²)
- Trọng lượng rỗng: 11.865 kg (26.158 lb)
- Trọng lượng có tải: 18.500 kg (40.785 lb)
- Động cơ: 4 × BMW 132F, 604 kW (810 hp)  mỗi chiếc

 Hiệu suất bay 
- Vận tốc cực đại: 315 km/h (196 mph)
- Tầm bay: 1.600 km (994 mi)
- Trần bay: 5.600 m (18.370 ft)
- Tải trên cánh: 114 kg/m² (23 lb/ft²)
- Công suất/trọng lượng: 0,13 kW/kg (0,08 hp/lb)

Trang bị vũ khí

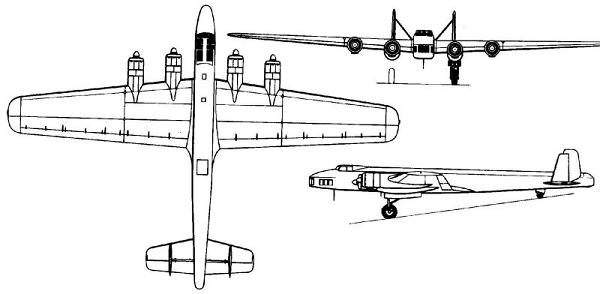
Dornier Do-19

- 2 × súng máy MG 15 7,92 mm (.312 in)
- 2 × pháo 20 mm
- 16 × quả bom 100 kg (220 lb)